# El Puig (Balenyà)
El Puig és una masoveria de Balenyà (Osona) inclosa a l'Inventari del Patrimoni Arquitectònic de Catalunya.

## Descripció
Casa de dimensions mitjanes, de gran amplada, coberta amb teulada a dues vessants de poc desnivell. A la façana principal hi ha una portalada rectangular de pedra treballada amb un escudet a la llinda datat el 1601.
La planta baixa, per a quadres, forma una volta de canó feta amb totxana. També hi ha una finestra de pedra esculturada amb 4 rosetons

## Història
La primera cita que es troba de la casa (masoveria de la Tria) és datada de l'any 1626, en fer-se el Cens General. Per tant, és una casa de principis del segle xvii que, degut a la seva condició de masoveria, no prosperà en els segles posteriors. La seva toponímia pot respondre a la situació geogràfica dalt d'un puig.